# Санта Марија ла Кастања (Козенца)
Санта Марија ла Кастања је насеље у Италији у округу Козенца, региону Калабрија.
Према процени из 2011. у насељу је живело 104 становника. Насеље се налази на надморској висини од 514 м.